# Jobobaba
Jobobaba, según la mitología de los amerindios arahuacos de las Antillas Mayores (llamados "taínos" por los españoles), fue una cueva ubicada en Haití.  Según el cronista español fray Ramón Pané, esta cueva se ubicaba en tierras pertenecientes al cacique Manitibuex (Maosiá Siboex). Los indígenas de La Española creían que de esa cueva habían salido la Luna y el Sol.  Según el cronista, los indígenas sentían gran estima por esta gruta la cual tenían ornamentada. Dentro de la cueva ubicaban dos cemíes de piedra "del tamaño de medio brazo".  En estos cemíes residían dos espíritus o deidades menores a los que podían pedir lluvia o días soleados. Un cemí era llamado Boiniael, al cual pedían la lluvia, y el otro era llamado Marohu o Maroyü, cemí del cielo claro.